# Chrysler Saratoga (Ameryka Północna)
Chrysler Saratoga – samochód osobowy klasy luksusowej produkowany pod amerykańską marką Chrysler w latach 1939–1965.

## Galeria

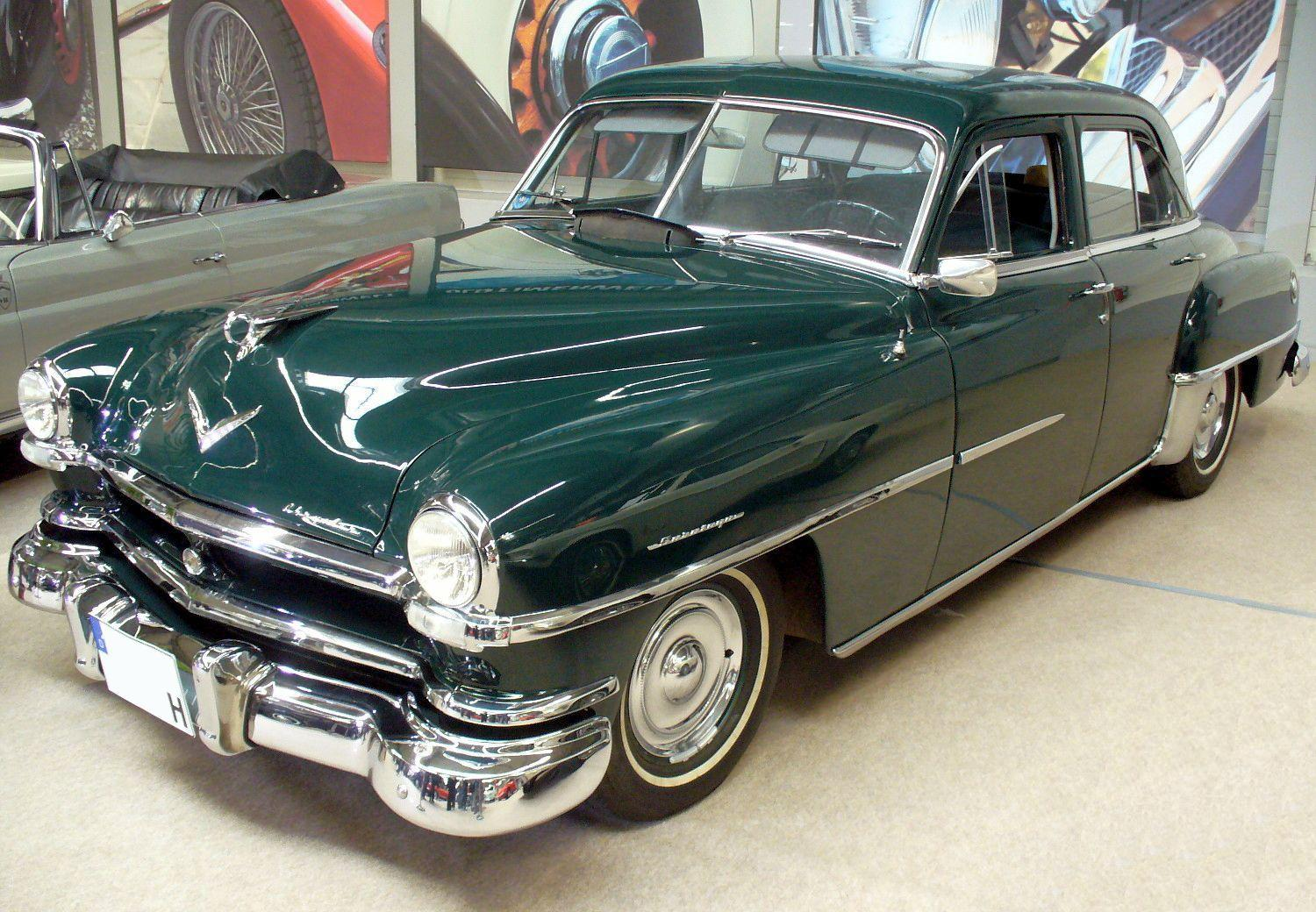
Chrysler Saratoga II
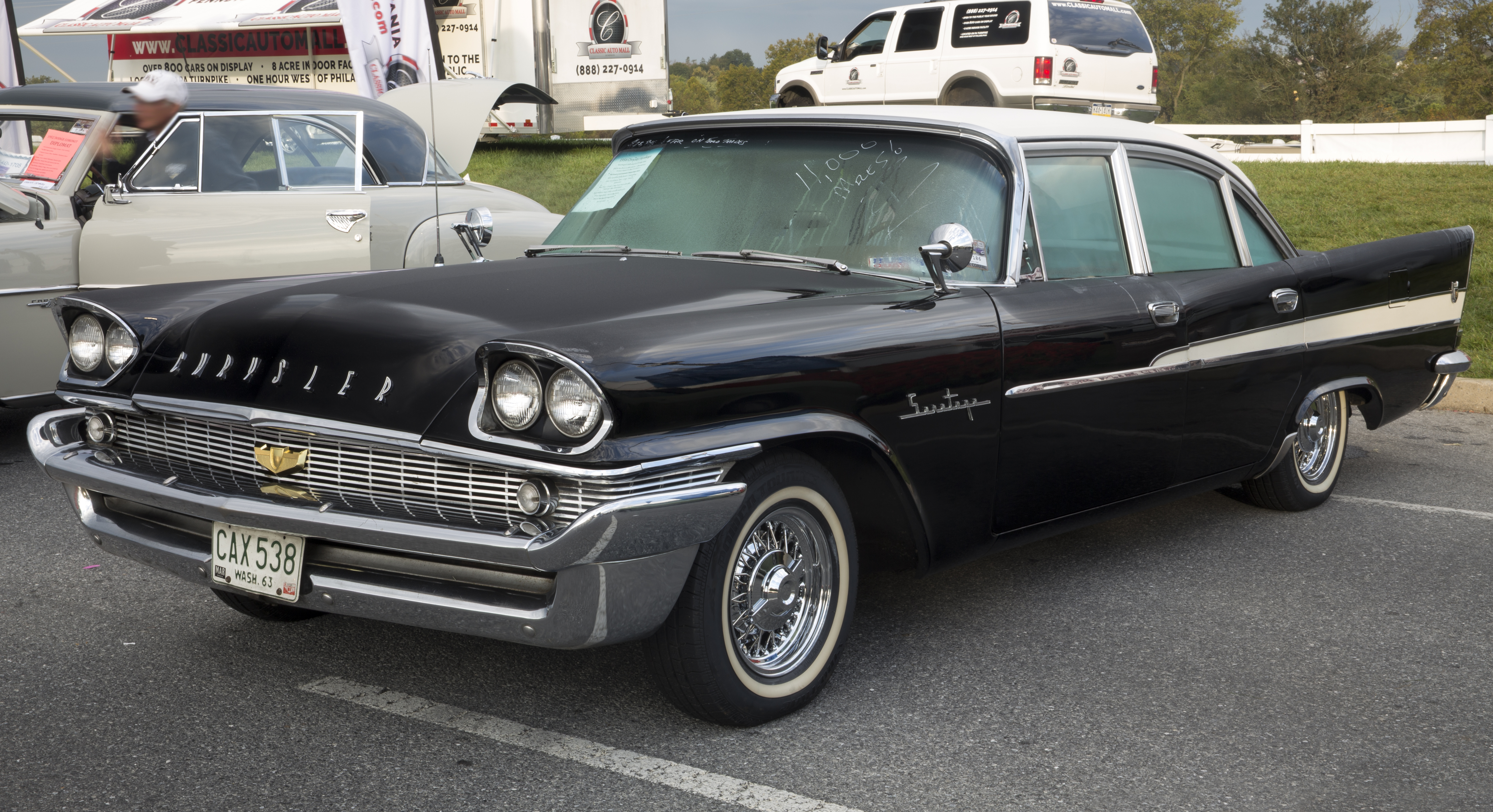
Chrysler Saratoga III
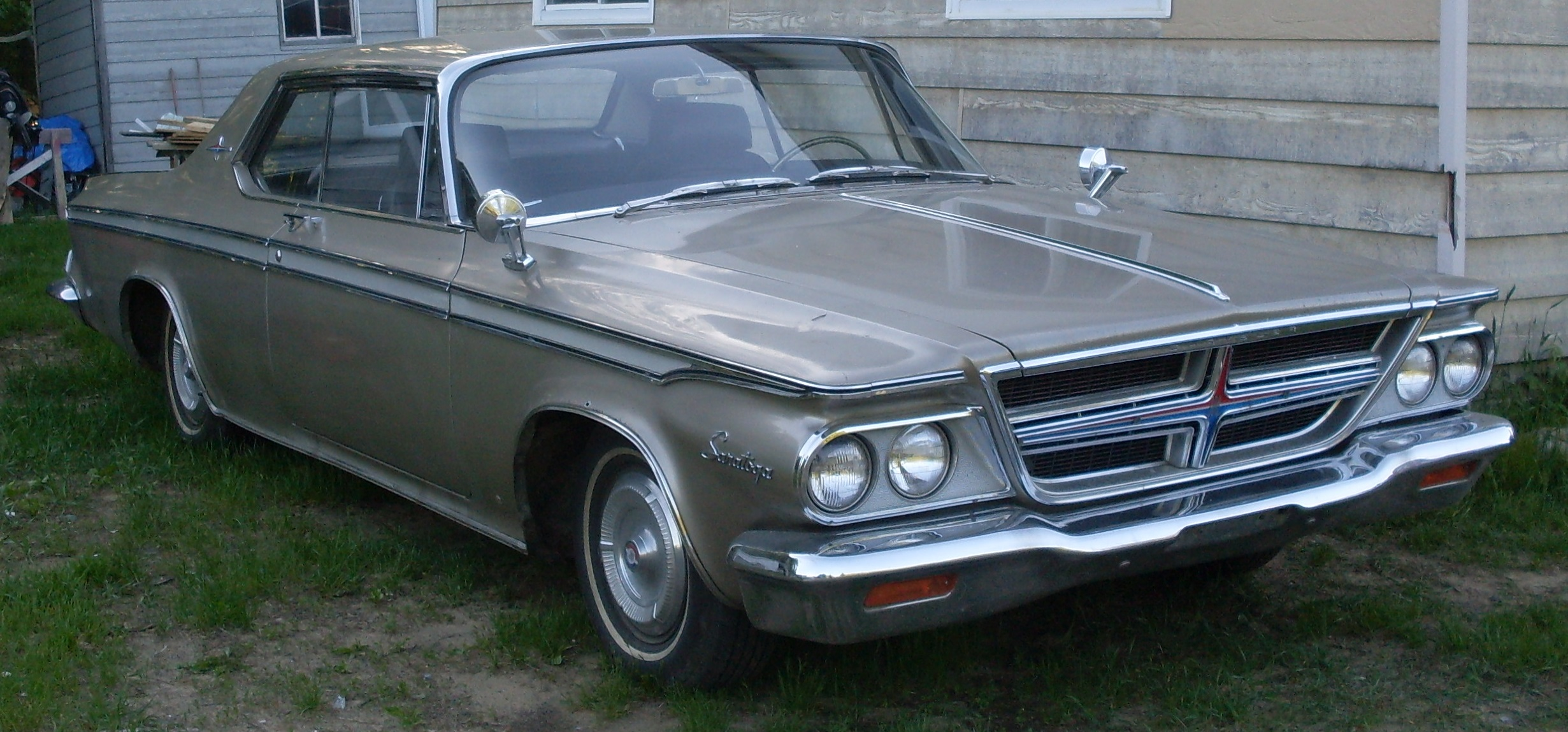
Chrysler Saratoga IV